# Lasianthus schmidtii
Lasianthus schmidtii är en måreväxtart som beskrevs av Karl Moritz Schumann. Lasianthus schmidtii ingår i släktet Lasianthus och familjen måreväxter. Inga underarter finns listade i Catalogue of Life.